# Omophagie
Als Omophagie (altgriechisch ὠμοφαγία ōmophagía, von ὠμός ṓmos, deutsch ‚roh‘, und φαγεῖν phageîn, deutsch ‚essen, verzehren‘) wird das auf das als Sparagmos bezeichnete Zerreißen von lebenden Tieren (und auch Menschen) folgende Essen des rohen Fleisches im Kult des Dionysos bezeichnet. 
Inwiefern das Zerreißen bzw. Roh-Essen von Tieren tatsächlich Teil der Kultpraxis war, oder ob es lediglich zum dionysischen Mythos gehört, ist unklar. Jedenfalls war „Roh-Esser“ (ὠμηστής ōmēstḗs oder ὠμάδιος ōmádios) ein Beiname des Dionysos.
In der Forschung wurde der Begriff der Omophagie zwar bislang meist mit Dionysos und seinem Kult verknüpft, in einer Arbeit von 1990 weist Joan O’Brien aber auf den signifikanten Gebrauch des Begriffs in der Ilias des Homer hin. Dort erscheint der Begriff insbesondere bezogen auf Hera, aber auch auf andere Figuren des Epos, z. B. Achilles, wo er als Metapher für hemmungslosen, „barbarischen“ Blutdurst fungiert.
Das tatsächliche Essen von rohen, ungekochten Speisen als Kennzeichen barbarischer Völker erscheint zwar vielfach in der griechischen Literatur, angefangen mit den rohes Menschenfleisch schmausenden Laistrygonen der Odyssee oder mit den keinen Blutdunst scheuenden „Nasenlosen“, von denen Megasthenes erzählt,
der metaphorische Gebrauch und der Bezug auf Hera ist aber bemerkenswert insofern, als sich die Frage stellt, ob die Kennzeichnung des Dionysos als „Rohfleisch-Esser“ nicht ebenso ihn einfach als Gottheit der hemmungslosen Raserei und der zivilisationsfernen Wildheit kennzeichnen soll.
Im weiteren Sinn ist Omophagie das Essen von rohem Fleisch in einem kultischen Kontext.